# Ружанский театр Сапег
Ружанский театр Сапег (белор. Ружанскі тэатр Сапегаў) — частный театр князей Сапег, существовавший в 1765—1791 годах в поселке Ружаны (современная Брестская область Республики Беларусь).

## О театре
Согласно сохранившимся историческим документам, в труппе театра состояло 60 артистов и танцовщиков.
В театре имелась также музыкально-оперная школа, капеллы и оркестр из 40 музыкантов «при бубнах и трубах». В нем выступали танцовщик и балетмейстер Мацей Пранчинский, капельмейстер К. Чиприани (с 1775 года), а также обучались игре на скрипке крепостные князя.
Среди известных постановок театра: одноактная опера Ж. Руссо «Деревенский волшебник», балеты «Аринянка» и «Милость Тито», а также — комедия Малине «Волшебное дерево». Автором проекта здания театра выступил немецкий архитектор Ян Самуэль Беккер.
С сентября 2019 года по настоящее время исторический объект проходит реставрацию по государственной программе.

## Расположение и обстановка
Театр располагался в Ружанском дворцовом комплексе в его восточном корпусе, который разделялся парадной лестницей на две равные части- театр и манеж.
Имел глубокую сцену с 7 планами кулис, что давало возможность трижды менять оформление во время спектакля. К сцене прилегали небольшие гардеробные. Подковообразный в плане зал был двухъярусным: на первом ярусе было 14 изолированных лож; а на втором — 15 с королевской ложей в центре. Ложи украшали ажурные балюстрады, колонны коринфского ордера.